# تاولابي
تاولابي هي بلدية في مقاطعة كوماياغوا في هندوراس.
تاولابي مدينة صغيرة جدًا ولكنها تنمو بسرعة. تقع في المدينة كهوف تاولابي. توفر المدينة جولات إرشادية لمسافة 400 متر داخل الكهوف. حيث اُستكشف حتى الان 12 كم فقط منها، لكن الطول الدقيق لها لم يحدد بعد.